# 王泉笙

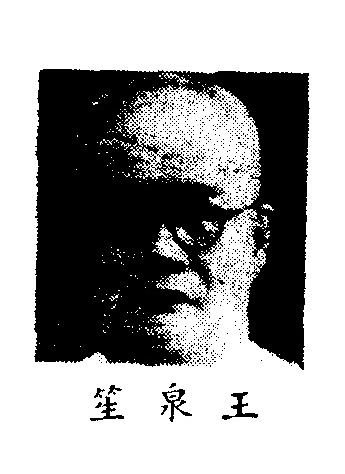

王泉笙（1886年—1956年3月16日）福建惠安人，菲律宾华侨。中华民国政治人物。

## 生平
光绪三十一年（1905年），王泉笙加入中国同盟会。后来，王泉笙在福建开展反对袁世凯活动。失败后，王泉笙避居上海。此后奉孙中山之命，赴菲律宾协助国民党办理党务，任国民党吕宋支部及驻菲律宾总支部执委会常委。王泉笙还在菲律宾发起创办马尼拉普智学校，并出任校长。
1939年6月，王泉笙邀集鄭漢榮、林珠光、黃其華、張家福、周冰心發起，得楊啟泰、吳宗明、鄭玉書、王立璇、吳江流、陳全良、余清箴、蔡功南、莊萬里、姚迺崑、吳擇弄、伍景時、吳賓秋、洪開年、洪采年、李成業、李世傑、施教鋸支持，在馬尼拉普智學校成立菲律賓華僑中正中學籌備處，推王泉笙為主任。1939年6月6日，菲律賓華僑中正中學租中山街的舊房為校舍，正式開學，楊啟泰為董事長，常務董事王泉笙為校長，黃其華為教務主任，鮑事天為訓育主任，張家福為總務主任。 
后来，王泉笙回国，任中国国民党中央执行委员、常委兼国防最高委员会委员，中国国民党台湾党部委员，立法院立法委员。
1945年美軍重新攻占菲律宾，菲律濱華僑中正中學校长王泉笙因公暂留重慶，中正中學由代理校長兼教務主任黃其華主導，訓育主任鮑事天协助，籌備復校。1945年7月，该中学以五補習班上課。
抗日战争胜利后，王泉笙赴菲律賓兴办教育，曾任中国国民党驻菲律宾支部评议员。王泉笙在菲律宾华社声望较高，经常出面调解商业、社团、家庭纠纷。
1956年3月16日，王泉笙在马尼拉病逝。